# Shaw-Rennratte

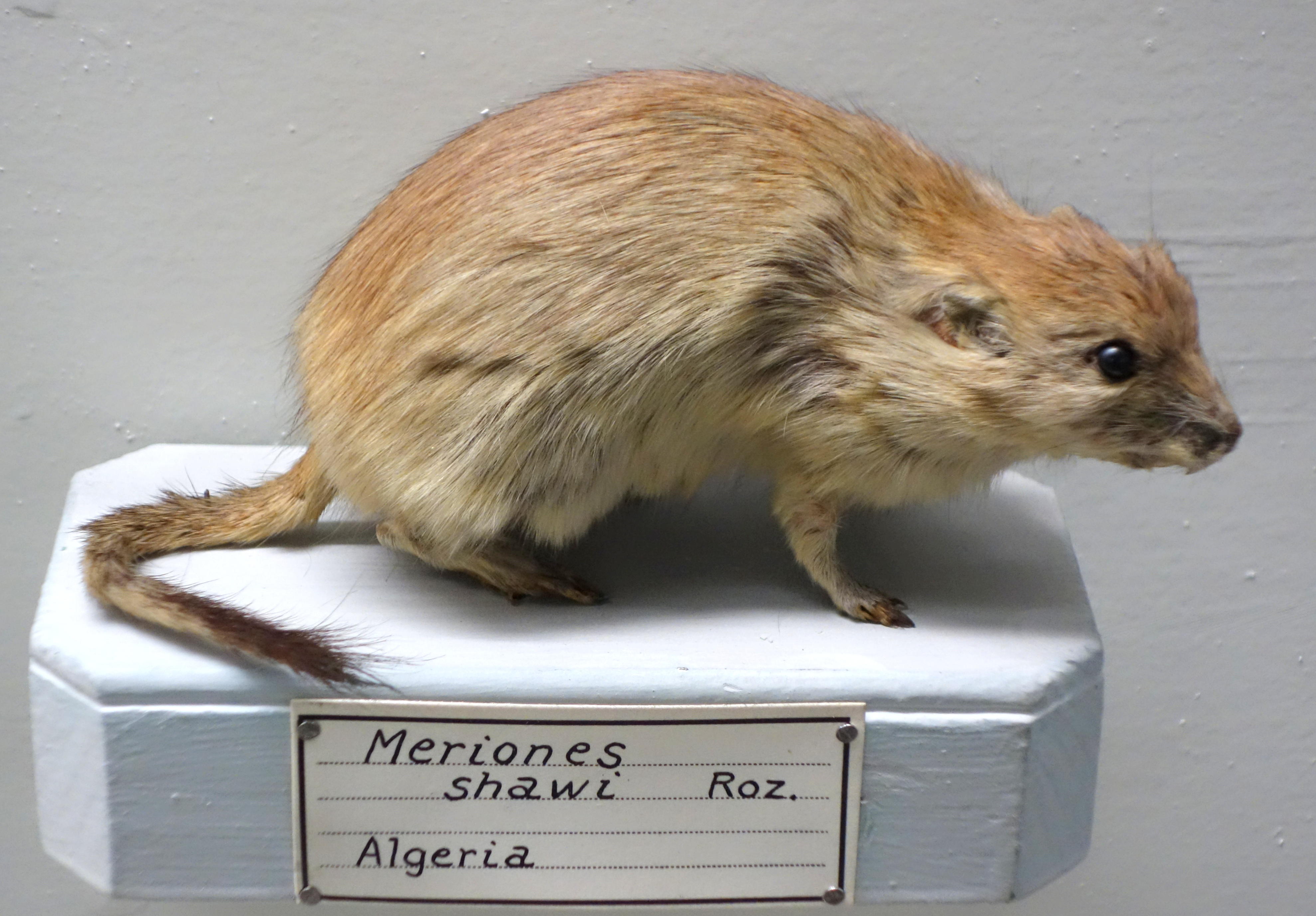
Ausgestopftes Exemplar

Die Shaw-Rennratte (Meriones shawi) ist ein Nagetier in der Gattung der Rennratten, das im Norden Afrikas vorkommt.

## Merkmale
Die Art erreicht eine Kopfrumpflänge von 115 bis 200 mm, eine Schwanzlänge von 112 bis 185 mm und ein Gewicht von 45 bis 225 g. Sie hat 30 bis 40 mm lange Hinterfüße und 14 bis 24 mm lange Ohren. Die deutlich größten Exemplare zählen zur Unterart Marokkanische Rennratte (Meriones shawi grandis), die häufig als Art geführt wird. Das Fell der Oberseite besteht aus Haaren die im körpernahen Bereich grau sind, während die andere Hälfte ocker bis hellbraun gefärbt ist. Zusätzlich kommen einige schwarze Haare vor. Die Seiten sind allgemein heller und die Grenze zur weißen Unterseite ist deutlich als orange Linie erkennbar. Auf den dunklen Ohren kommen verstreut kurze helle Haare vor. Die Shaw-Rennratte besitzt meist eine gelbliche Kehle und weiße Hinterfüße, deren Unterseite leicht behaart ist. Der Schwanz ist durch sandbraunes Fell und eine schwarze Quaste im hinteren Drittel gekennzeichnet.
Die Art hat graue Flecke vor und hinter den Augen sowie eine Drüse auf dem Bauch, die bei Männchen größer ist.
Verglichen mit der Libyschen Rennratte (Meriones libycus) ist das Fell heller und die Schwanzquaste kleiner.

## Verbreitung
Das Verbreitungsgebiet streckt sich entlang der afrikanischen Mittelmeerküste von Marokko bis Ägypten. Die Shaw-Rennratte lebt vorwiegend in Steppen und Halbwüsten. Sie besucht oft Ackerflächen und vermeidet felsige Regionen.

## Lebensweise
Dieses Nagetier bildet größere Kolonien, die komplexe unterirdische Baue graben, welche gelegentlich miteinander verbunden sind. Die Baue liegen meist im Wurzelbereich von Büschen und Bäumen, wie Ziziphus lotus (Kreuzdorngewächse) oder Opuntien. Shaw-Rennratten verständigen sich durch verschiedene Laute oder indem sie mit dem Fuß auf dem Grund trommeln.
Je nach jahreszeitlichem und örtlichem Angebot besteht die Nahrung aus verschiedenen grünen Pflanzen, Samen und Früchten, die im Sommer mit wirbellosen Tieren komplettiert wird. Die Shaw-Rennratte frisst z. B. Sorghumhirse, Federgräser, Schneckenklee, Ringelblumen, Salzkräuter und Wolfsmilch. Dabei werden Körner und Samen im Bau als Vorrat angesammelt.
Die Fortpflanzung kann über das ganze Jahr erfolgen, wobei die meisten Geburten in Zeiten mit Regen, jedoch ohne extreme Wetterverhältnisse fallen. Dabei nimmt der Bestand der Art auffällig zu. Nach einer Trächtigkeitsdauer von 20 bis 30 Tagen werden 3 bis 8 Jungtiere (meist 5 oder 6) geboren, die 3,5 bis 6 g wiegen. Sie werden etwa drei Wochen von der Mutter gesäugt. Soweit die Tiere nicht Füchsen oder Eulen zum Opfer fallen, können sie ein Alter von 5 oder 6 Jahren erreichen.

## Status
Für die Shaw-Rennratte sind keine nennenswerten Gefahren bekannt. Sie wird von der IUCN als nicht gefährdet (Least Concern) gelistet.

## Belege
1. ↑  Meriones (Pallasiomys) shawi. In: Don E. Wilson, DeeAnn M. Reeder (Hrsg.): Mammal Species of the World. A taxonomic and geographic Reference. 2 Bände. 3. Auflage. Johns Hopkins University Press, Baltimore MD 2005, ISBN 0-8018-8221-4.
2. 1 2 3 4 5 6  E. Fichet-Calvet: Meriones shawi In: Jonathan Kingdon, David Happold, Michael Hoffmann, Thomas Butynski, Meredith Happold und Jan Kalina (Hrsg.): Mammals of Africa Volume III. Rodents, Hares and Rabbits. Bloomsbury, London 2013, S. 338–339; ISBN 978-1-4081-2253-2.
3. 1 2 3 4 5  Francis Gilbert Shaw's jird (Meriones shawi) (Memento vom 16. Januar 2018 im Internet Archive). ARKive - Images of Life on Earth.
4. 1 2 3  Meriones shawi in der Roten Liste gefährdeter Arten der IUCN 2017-3. Eingestellt von: Granjon, L., 2016. Abgerufen am 15. Januar 2018.